# Glossadelphus strictifolius
Glossadelphus strictifolius är en bladmossart som beskrevs av Brotherus 1925. Glossadelphus strictifolius ingår i släktet Glossadelphus och familjen Hypnaceae. Inga underarter finns listade i Catalogue of Life.